# Koningin Elisabethwedstrijd 2018 (voor zang)
De Koningin Elisabethwedstrijd 2018 (voor zang) was de negende editie van de Koningin Elisabethwedstrijd voor zang en vond plaats tussen 1 en 12 mei 2018. Winnaar van de wedstrijd was de Duitser Samuel Hasselhorn.
Voor deze editie werden 64 deelnemers geselecteerd voor de eerste ronde uit 312 kandidaten. Negen kandidaat-deelnemers annuleerden hun deelname, wat 55 kandidaten opleverde. Het ging om 37 vrouwen en 18 mannen uit 18 landen. Er waren 29 sopranen, 7 mezzo-sopranen, 1 contralto, 3 contratenoren, 4 tenoren, 7 baritons en 4 bassen.
Het was de eerste editie van de Koningin Elisabethwedstrijd in een nieuw format van minder dan twee weken waar na input van personen uit het internationaal zangcircuit bleek dat de wedstrijd voorheen door de traditionele lengte moeilijk in kalenders van zangers in te passen was. 

## Jury
De jury stond ook deze keer weer onder voorzitterschap van Arie Van Lysebeth.
In alfabetische volgorde waren de juryleden: Martina Arroyo, Renée Auphan, Teresa Berganza, Marius Brenciu, Salvatore Champagne, Marc Clémeur, Peter de Caluwe, Helmut Deutsch, Serge Dorny, Margreet Honig, Dominique Meyer, Ann Murray, Christoph Prégardien, Christophe Rousset, Peter Schreier en José van Dam. Sommige juryleden waren niet bij alle vier ronden (inclusief de preselectie) aanwezig, sommigen alleen tijdens de preselectie, anderen alleen bij de finale.

## Eerste ronde (1-2 mei)
In de eerste ronde, plaatsvindend in Flagey, toonden 55 kandidaten hun kunnen door het uitvoeren van twee werken naar keuze (opera-aria's, oratoriumaria's, Lieder of melodieën) uit verschillende tijdperken en in verschillende talen.

## Halve finale (4-5 mei)
Na de eerste ronde werden er 24 kandidaten geselecteerd voor de halve finale, ook plaatsvindend in Studio 4 van Flagey. De deelnemers bereidden twee samenhangende recitalprogramma’s voor van elk ongeveer 20 minuten, die maximum twee werken van dezelfde componist bevatten. De jury koos voor elke halvefinalist een van de twee voorgestelde recitals, alsmede de volgorde van de te zingen werken. De stukken werden met pianobegeleiding vertolkt. Op de laatste halvefinaleavond werden rond middernacht de twaalf finalisten bekendgemaakt door de juryvoorzitter.

## Finale (10-12 mei)
Na de halve finale werden er 12 kandidaten geselecteerd voor de finale. Zij brachten in BOZAR een optreden met drie tot zes werken naar keuze uit de door de wedstrijdjury samengestelde repertoriumlijst, verschillend van de werken in de halve finale met maximum twee werken van dezelfde componist. Ze werden hierbij begeleid door het Symfonieorkest van de Munt, onder leiding van Alain Altinoglu. De kandidaten werden hiervoor verdeeld over drie avonden waar telkens vier optredens worden geprogrammeerd.
De twaalf finalisten waren (in alfabetische volgorde):
- Germán Enrique Alcántara (30, bariton) Argentinië
- Marianne Croux (27, soprano) België - Frankrijk
- Alex DeSocio (30, bariton) Verenigde Staten Van Amerika
- Yuriy Hadzetskyy (25, bariton) Oekraïne
- Samuel Hasselhorn (27, bariton) Duitsland
- Sooyeon Lee (29, soprano) Korea
- Ao Li (30, basso) China
- Héloïse Mas (30, mezzo-soprano) Frankrijk
- Danylo Matviienko (27, bariton) Oekraïne
- Rocío Pérez (27, soprano) Spanje
- Charlotte Wajnberg (28, soprano) België
- Eva Zaïcik (30, mezzo-soprano) Frankrijk

Op de laatste avond van de finale werden vanaf omstreeks kwart voor twaalf de winnaar en overige prijswinnaars en laureaten door de juryvoorzitter bekendgemaakt.

## Prijzen
- Eerste prijs, Grote Internationale Prijs Koningin Elisabeth, Prijs Koningin Mathilde (€ 25.000): Samuel Hasselhorn
- Tweede prijs, Prijs van de Belgische Federale Regering, (€ 20.000) met concertaanbiedingen: Eva Zaïcik
- Derde prijs, Prijs Graaf de Launoit (€ 17.000) met concertaanbiedingen: Ao Li
- Vierde prijs, Prijs van de Gemeenschapsregeringen van België, dit jaar aangeboden door de Vlaamse Gemeenschap (€ 12.500) met concertaanbiedingen: Rocío Pérez
- Vijfde prijs, Prijs van het Brussels Hoofdstedelijk Gewest (€ 10.000) met concertaanbiedingen: Héloïse Mas
- Zesde prijs, Prijs van de Stad Brussel (€ 8.000) met concertaanbiedingen: Marianne Croux
- Niet gerangschikte laureaten, bedragen aangeboden door de Nationale Loterij (€ 4.000)

De gewone prijzen werden plechtig uitgereikt door koningin Mathilde op 15 mei 2018, zoals gebruikelijk op de terreinen van de Muziekkapel Koningin Elisabeth.

## Laureatenconcerten
Op 16, 17, 18, en 4 juni werden concerten georganiseerd door de wedstrijd; door anderen georganiseerde concerten met laureaten van de wedstrijd vonden plaats van mei tot december 2018.